# Лимейра-ду-Уэсти
Лимейра-ду-Уэсти (порт. Limeira do Oeste) —  муниципалитет в Бразилии, входит в штат Минас-Жерайс. Составная часть мезорегиона Триангулу-Минейру-и-Алту-Паранаиба. Входит в экономико-статистический микрорегион Фрутал. Население составляет 5491 человек на 2006 год. Занимает площадь 1317,515 км². Плотность населения — 4,2 чел./км².

## История
Город основан 29 июня 1968 года. 

## Статистика
- Валовой внутренний продукт на 2003 год составляет 50 214 710,00 реалов (данные: Бразильский институт географии и статистики).
- Валовой внутренний продукт на душу населения на 2003 год составляет 8654,72 реалов (данные: Бразильский институт географии и статистики).
- Индекс развития человеческого потенциала на 2000 год составляет 0,751 (данные: Программа развития ООН).